# Kangeanmestimalia
Kangeanmestimalia (Mixornis prillwitzi) är en fågelart i familjen timalior inom ordningen tättingar.

## Utseende och läte
Kangeanmestimalian är en liten färglös tätting. Den har ljust gulbrun undersida, på bröstet varmare, brungrått på hjässa och rygg, grå kind och rostbrunt i vingar och stjärt. Sången består av en serie av toner återgivna som "chonk", likt grovstrimmig mestimalia. Bland lätena hörs ett torrt rullande tjatter.

## Utbredning och systematik
Fågeln förekommer endast i Kangeanöarna i Javasjön. Den betraktades tidigare  som underart till gråkindad mestimalia (Mixornis flavicollis) men urskiljs allt oftare som egen art.

## Levnadssätt
Kangeanmestimalian hittas i skogar och skogsbryn. Där födosöker den i par eller smågrupper, nära marken eller upp till medelhög höjd.

## Status
Kangeanmestimalian har ett utbredningsområde, men beståndet anses vara stabilt. Världspopulationen uppskattas till mellan 10 000 och 50 000 könsmogna individer. IUCN kategoriserar den som livskraftig (LC).